# ガールガンレディ
『ガールガンレディ』（Girl Gun Lady）は、2021年4月7日（4月6日深夜）から6月9日（6月8日深夜）まで、毎日放送（MBSテレビ）系「ドラマイズム」枠で放送されたテレビドラマ。主演は白石聖。

## 企画・制作
バンダイナムコグループの大人向けホビー商品を展開する企業「BANDAI SPIRITS」が原案を受け持ち、白石聖主演、加えて若手女優を17名起用し、オリジナル特撮ドラマを企画。プラモデルとサバイバルゲーム、女子高生による脱出ゲームをかけ合わせた内容となる。キーアイテムとなる銃のガールガンなどのプラモデルがバンダイスピリッツから、ドラマ放送と同時に発売された。

## あらすじ
現実世界では居場所がない地味な女子高生・立花小春。一人ぼっちな彼女の唯一の趣味はプラモデルをつくることであった。小春は学校帰りに立ち寄った骨董屋で「銃」のプラモデルと、「アリス」という名のプラモデルを購入する。組み立てたその日の夜、彼女が目を覚ますとそこは無人の学校の中であった。
状況に戸惑う小春だったが、翌日、現実世界でチームメートの薄井夏菜や稲田秋帆からガールガンファイトの仕組みを教わり、打ち解けていく。しかし次戦では水野千鶴がライフを3つ失い、現実からも消去されたことにショックを受ける。しかし次なる戦いでは夏菜をかばい死亡する。ライフを失う痛みを覚えたことでガールガンファイトに挑むことを決意した。しかし、水野の代わりに追加参戦したのはかつてのプラモ仲間である門脇松子であった。
平和的に解決したい小春は松子らに「殺し合いをやめないか」と提案する。松子はガールガンファイト参加者全員から同意を取ることを前提に同意するが、「1人でも裏切ったら私は撃つ」と釘を刺される。デルタタンゴ主催で「誰も死なない記念のパーティ」を始めるが、デルタタンゴ・北本レイが裏切り、惨劇が始まる。
ガールガンファイトするきっかけとなった骨董屋がしきりに倉庫への立ち入りを禁じることから怪しんだ小春は、パラレルワールドであるガールガン世界からの立ち入りを試みる。しかしそのためには学校外へ抜け出すことが必要だったため、アリスに相談する。アタックブラストプラモードを駆使して脱出に成功するが、倉庫の扉を開けると、剥製と化して動かなくなった過去のガールガンファイターたちがいたのだった。そして小春の独りよがりな行動から夏菜がライフをすべて失い、現実世界からも消え去っていく。
次の日、アルファタンゴには夏菜の妹である冬美が入れ替わる形で参加する。「もう仲間を失うことは経験したくない」と小春は決意のもと銃を構える。しかし小春は松子から重大な事実を知らされる。「ガールガンファイトで勝利しても生き残るのは勝利チームのコマンダーだけである」と。

## 登場人物

### 主要人物
立花小春
演 - 白石聖（幼少期：丹彩夏）
友達のいない高校二年生。2年C組。骨董屋で購入したプラモデルをきっかけに、「ガールガンファイト」に参加する。小心者で戦闘に向かない性格だが、プラモづくりは才能がある。チームALPHAタンゴのメンバー。
ライフ3つを失うと消滅するという事実を知ってさらに消極的になるなど直接的な戦闘に貢献しないことが多かったが、途中からアリスを人間にすることを強く望むようになり、アクティブに戦うようになる。
最終的にリーグ優勝を果たし、黒幕に一矢を報いることに成功。それまで消滅させられた人間全てを救出することに成功するも、なぜか再開したガールガンファイトに巻き込まれたところで物語は終了する。
門脇松子
演 - 石井杏奈（幼少期：山本理楽）
生徒会長。頭脳明晰、運動神経抜群。立花小春とは幼馴染でよく一緒にプラモデルで遊んでいたが、高校入学とともに「くだらない」とプラモ作りから離れ、小春と距離を取るようになる。BRAVOの水野の消滅で同チームに加入する。驚異的な反射神経を持ち、自チームのコマンダーであるビアンカを信用していない。2年A組。
9話で元コマンダー・アマツの生まれ変わりであることが明かされる。小春との交流も記憶改ざんの結果であったが、ガールガンシステムに物理的干渉力はないので、入学式の写真や住む家や、家族などをどう用意したのかは不明。
リーグ優勝を果たして人間になるも、メンバーが全員消滅していることを知った。結果、ガールガンシステムを危険視し、これを停止させることを目的に活動する。リーグ優勝後のラビット戦にて、事前に打ち合わせていた通りアリスに殺害されることで元の世界に戻り、システムの破壊を可能とするガールアーマーの所在を突き止める。さらに、現実世界でプラモードを使用することで自らガールガンファイトの中枢へと転移し、小春とともに黒幕の撃破に成功する。
最終的にシステムの停止によってレディ・アマツのプラモデルに戻り、復活したかつての仲間に手渡された。

### 参加チーム
軍隊や自衛隊などでグループの識別コードとして使われる、A,B,C,Dなどアルファベット順の頭文字、およびパーソナルカラーが割り当てられている。各チームで戦法やコマンダーの感情に特徴を持つ。コマンダーの髪の色も、パーソナルカラーと同じであり、メンバーは特定の共通点を持つ。

#### チームALPHAタンゴ
パーソナルカラーは青、戦闘服は白いブラウスでもっとも日常的かつ地味。名前の共通点は四季。
アリス
演 - 大原優乃
コマンダー。人間的な感情が強く、観察力が鋭い。仲間を想いやる優しさがある。
「人間になる」以上に「人間である」ことにこだわり、小春たちとの交流で学んだ「人間ならこうする」という考えで行動するようになる。
- 制作発表記者会見の動画によると、手袋が大柄で、一度付けると簡単に外せないため、撮影の合間に台本をチェックする際は、スタッフに台本をめくってもらったという。

薄井夏菜
演 - 伊藤萌々香（第1話 - 第7話、最終話、2役）
陸上部に所属するスポーツ少女。3年F組。陸上では全国大会出場の経歴を持つ。不器用でありプラモデルは苦手分野だが、持ち前の脚力で「ガールガンファイト」からの生還を誓う。
第6話で3ライフを失い消滅。
稲田秋帆
演 - 出口夏希
眼鏡で三つ編みの理系女子。1年G組。地頭がいいものの、なれ合いを苦手としている。少々、横文字が苦手。
クールな印象があるが、チームメンバーを焼肉に誘い女子会的なものを開催するなど、小春いわく「かわいい」一面も併せ持つ。
中崎まさみ
演 - 十味（第5話 - 第7話）
かつてのALPHAタンゴメンバー。元写真部でアルバムが残っていた。元2年C組。
薄井冬美
演 - 伊藤萌々香（第7話 - 最終話、2役）
新たに加わった夏菜の妹。1年G組。夏菜消滅に伴い新たに加わった。参戦時点で姉は消滅しているため、姉の記憶はない。姉同様に俊敏だが強気な姉に対し、気後れしがちで繊細。チェンジガールガンを最初から所持している。アタックガールガンは未所持。

#### チームBRAVOタンゴ
パーソナルカラーはピンク、戦闘服はピンクのブラウス。名前の共通点は松竹梅。
ビアンカ
演 - 寺本莉緒
コマンダー。眼鏡。冷静かつ慎重に指示を出すため、メンバーからは消極的と捉えられがち。
水野千鶴
演 - 井頭愛海（第1話 - 第8話）
ファッションとメイクにこだわりを持つクラスの人気者。他者を馬鹿にして優越感に浸っている。2年C組。
終始、馬鹿にして下に見ている立花小春のことを追い詰めるも、第2話で最終的に薄井による至近距離射撃により倒され、消滅。序盤に消滅する人物であるためか、名前の共通点を持たない。
大竹凛
演 - 鈴木ゆうか（第1話 - 第8話）
スクールカースト上位の優等生。強いものには従い、弱いものに反抗する。3年G組。
梅林 葵
演 - 染野有来（第1話 - 第8話）
美意識高い1年生。妹気質で、危険な出来事に対しての免疫がない。1年J組。

#### チームCHARLIEタンゴ
パーソナルカラーは黄色、戦闘服は黄色いジャケットを着込む。独特のノリとチームプレイが特徴。名前の共通点は数。
シャーロット
演 - 石田桃香
コマンダー。関西弁かつノリを重視しており、変則的な作戦は敵側からも読みづらい。いわく「カワイイは強い」。
生島一華
演 - 大原梓
双子の姉。運動神経がいいお調子者。戦隊ものへの憧れから、妹・二葉との合体技、コンビネーション技を得意技とする。3年A組。
生島二葉
演 - 神南里奈
双子の妹。姉同様に運動神経がよく、戦隊好き。姉に合わせるのが得意。3年A組。
雨宮三津恵
演 - Hina
社交的な生島姉妹の後輩。前線には行かないがフォローがうまい。生島姉妹とは幼馴染。1年B組。

#### チームDELTAタンゴ
パーソナルカラーは黒、戦闘服はセーラー服とベレー帽で、コマンダー以外は全員眼鏡を着用。性格・プレイスタイルとも過激な点が特徴。名前の共通点は方角。
デイジー
演 - 安藤咲桜
コマンダー。サディスティックな性格で、プレイヤーからも恐れられている。身内に冷酷な命令を下すが、本人の射撃精度も桁違いに正確。
北本レイ
演 - 見上愛
ポーカーフェイスで、嘘を吐くことに罪悪感がなく、躊躇なく人間を撃つ面もある。2年A組。
東野菜月
演 - 田辺桃子（第1話 - 第8話）
罠作りに長けている。特技は騙すことと、ウソ泣き。1年G組。
南加奈
演 - 葵うたの（第1話 - 第8話）
スプラッターフェチ。デイジーに絶対服従しており、常に最前線へと進む。2年E組。

#### 過去のガールガンファイトチーム
オレンジ色のパーソナルカラーを持つ過去のチーム。チーム名は不明。全員すでに消滅している。名前の共通点は花。
アマツ
演 - 石井杏奈
コマンダー。詳細は門脇松子を参照。なおコマンダー時代のフィギュアの姿は新調されず、アリスのCGを赤に塗り替えたものであり、パーソナルカラーも一致していない。
今野 さくら
演 - 山口美月（第6話 - 最終話）
ラスイチとなりながらも手負いの中、リーグ優勝を手に入れた。
岸 すみれ
演 - 真島なおみ（第6話 - 最終話）
コマンダー・アマツに従うロングヘア―。
塩見 らん
演 - 志田音々（第6話 - 最終話）
チェンジガールガンを持つ二つ結び。

### その他
骨董屋店長
演 - 濱田岳
骨董屋「FFF」を経営する店長。プラモデルも売っている。奥の倉庫に秘密がある。
実はフィギュアシリーズ「ガールガンレディ」が好きすぎるあまり、伝説のモデラー「M太郎」が作った魂のこもったモデルをそろえ、「ガールガンシステム」世界を作り出した張本人。しかし、実際は「ガールガンレディの世界に君臨している自分が好き」と指摘されている。実際、リーグ優勝できなかったコマンダーは破壊し、「また作ればいい」と言い捨てるなど、プラモに対する愛は皆無。正体の判明後は「この星の人間は…」と言うなど、異星人である可能性も示唆している。
守山薫
演 - 和田雅成
私立源女子学園の養護教諭。プラモデル好きであり、賞を取れるほどのモデリング技術を持つ。ただしそれ以外のものに関心が薄く、存在感も薄い。
M太郎と思われていたが、実際は全く関係がない。
星宮美麗
演 - 朝比奈彩
私立源女子学園2-C担当教諭。小春らの担任で、女子生徒からの人気も高い。夏菜が所属する陸上部の顧問でもある。
実は彼女こそがM太郎。しかし、彼女としては魂を込めるなど大層なことをしているつもりはなく、プラモづくりに真剣に取り組んでいただけとのこと。ガールガンファイトのことを小春たちから聞くも信じきれなかったためか正体を語ることはなかったが、「時間が来ると転送される」という事実を目にし、一時的に戻ってきた松子に自分の正体とガールアーマーの所在を伝えた。
校内放送
声 - 蒼井旬
ルール変更をアナウンスする謎の放送主。実は骨董屋店主がボイスチェンジャーで喋っていた。
教師1
声 - 加藤衛（第7話）

女生徒A
声 - 伊藤優（第7話）

警察官
声 - 山本啓之（第10話）
星宮先生の通報を受けて学校にやってきた警察官。

## 用語
ガールガンファイト
パラレルワールド内で行われるサバイバルバトル。コマンダー1人と3人チームで、4チームが毎週火曜日にバトルし、年間の勝利ポイントを競う。選ばれた12人は深夜12時に強制的に眠らされ、パラレルワールドに召喚させられる。アタックガールガンのプラモデルの完成度が、パラレルワールドでの性能に反映される。
バトル中の負傷などパラレルワールドで起こったことは、現実世界には影響されないが、プレイヤーに与えられたライフ「3」を全て失うと、現実世界からその存在が消去される。現役のプレイヤー以外の全人類の記憶が改竄され、そのプレイヤーはこの世界に存在していなかったことになる。欠員は即座に学校内の生徒から補充される。優勝したチームだけがファイトから抜け出すことができ、優勝できないチームは繰り返しファイトを続けなければならない。
学校とその外はビリビリ壁によって隔てられており、外に出ることはできないが、ブラストガールガンとコマンダーの力（アタックブラストプラモード）によって穴をあけることは可能。ただし、脱出すると脱出したチームを倒したチームが勝利となるラピッド戦ルールに変更となる。なおコマンダーは脱出不能となる。
ファイト中にはカートリッジのプラモが出現し、追加装填することが可能。勝利ボーナスなどで後述の新規ガールガンのプラモが追加される。
ライフを3つ失った人間は魂を失い、剥製としてこの世界に存在するゲームマスターの部屋に飾られる。
実はコマンダーを人間にするためには勝利したチームメンバー3人の魂を必要とする。さらに他のメンバーもレディコマンダーによるラビット戦のターゲットにされるため、リーグ戦を勝ち抜いたところで離脱も再参加もできない。
最終話にてゲームマスターである骨董屋店主が打倒され、消滅していた人間は復帰するも、システムが完全停止したことではなかったため、ファイトが続くことになった。
レディコマンダー
各チームを指揮するコマンダー。プラモデルフィギュアがパラレルワールド内で実体化する。このため被弾しても出血せず、金属を弾くような音と共に、表面がめくれて金属色が露出する。バトル中にチームが全滅するとプラモデルに戻る。
任意に一人のプレイヤーと同調し、自身をプラモ形態へと変化させてアタックガールガンと合体する「プラモード」が使用可能。アタックガールガンから手足のグリップが展開され、バイクのようにまたがり、後頭部にあるパーツをゴーグルとして装着し変形完了。
プラモードは強力な射撃が可能となるが、ほぼ無防備の状態で最前線に放り出されることになるため、プレイヤーとの絆に加えて、プレイヤーの腕前およびコマンダーという生命線を手元に置ける精神力が十分に必要となる。
アタックガールガン
各チームの基本装備の小型銃。グリップ底よりカートリッジを装填する。オプションでストライクパーツ、ロングバレル、バーストパーツが装着可能となる。
アタックプラモードにおいては、威力の強化に加えて弾道がグネグネと曲がる追尾弾が使用可能となる。
ブラストガールガン
大型銃。シリンダーにカートリッジ5発装填可能。アタックガールガンよりも破壊力と射程が上がっている。
アタックブラストプラモードにおいては、非常に強力な弾丸を撃てるようになる。ただし、アタックプラモードにあった弾道湾曲はできず、あくまで弾丸でしかないため集中砲撃で撃ち落とすことが可能となる。
チェンジガールガン
通常カートリッジのほか、特殊カートリッジも装填可能な中型銃。
付属品であるガールアーマーを組み込み、弾丸を合体モードにすることでアタックブラストガールガンと合体できる。最終形態「フルアームドプラモード」の放つガールガンゴールドは世界観に忠実なガールガンシステムにおいてはシステムの破壊すら可能とする。
プラモアラモード
立花小春らがプラモデルを組み立てる際に流れる楽曲。楽曲とともにアイドル調の衣装とダンスを踊るイメージ映像が流れる。第6話時点ではアルファタンゴチーム3人のみに発動。第7話ではFFF店長が踊った。
ガールアーマー
松子が探すプラモデル。中でも伝説のモデラ―・M太郎がつくったものが至高のものとされ、ガールガンファイト世界のキーアイテムであるとされる。プラモデル商品上はチェンジガールガンの一部が分離する形となっている。
その他
- 30 MINUTES MISSIONS - 守山が作っているプラモデル。実在するプラモデルシリーズであり、当番組のプラモデルシリーズと互換性がある。
- ねこぶそう - 小春が作ったキーホルダー。

## スタッフ
- 原案・プラモデル協力 - BANDAI SPIRITS[25]
- 脚本 - 宮本武史、吉崎崇二
- 音楽 - 斎木達彦
- 演奏 - 室屋光一郎ストリングス
- 主題歌 - 高橋李依「U撃つ」（A-Sketch/Astro Voice）[26]
- エンディングテーマ - Hi Cheers!「monologue」（A-Sketch）[27]
- スタントコーディネーター - 雲雀大輔（スタントチームGocoo）
- 銃器監修 - 勝又泰和
- VFX - エヌ・デザイン
- 技術協力 - アップサイド、サウンドライズ
- 美術協力 - TBSアクト、日映装飾美術
- 企画 - ADKエモーションズ[25]
- 制作プロダクション - ROBOT
- チーフプロデューサー - 丸山博雄（毎日放送）、古谷大輔（ADK EM）
- プロデューサー - 長谷川晴彦（ROBOT）、上浦侑奈
- 監督 - 瀧悠輔、平井淳史、関根淳
- 製作 - 「ガールガンレディ」製作委員会・MBS/BSP

## 放送日程
| 各話   | 放送日  | サブタイトル           | 脚本     | 監督     |
| ------ | ------- | ---------------------- | -------- | -------- |
| 第1話  | 4月07日 | 真夜中の光弾女子高生   | 宮本武史 | 瀧悠輔   |
| 第2話  | 4月14日 | 無邪気な殺戮者たち     | 宮本武史 | 瀧悠輔   |
| 第3話  | 4月21日 | ヴァルキュリアの降臨   | 吉崎崇二 | 瀧悠輔   |
| 第4話  | 4月28日 | 殺さない殺し合い       | 宮本武史 | 平井淳史 |
| 第5話  | 5月05日 | プラモード             | 吉崎崇二 | 瀧悠輔   |
| 第6話  | 5月12日 | 疾走、背水の晩夏       | 宮本武史 | 平井淳史 |
| 第7話  | 5月19日 | 冬の訪れ、春の目覚め   | 宮本武史 | 関根淳   |
| 第8話  | 5月26日 | Girl Gun Lady          | 吉崎崇二 | 瀧悠輔   |
| 第9話  | 6月02日 | チェックメイトへの背信 | 宮本武史 | 瀧悠輔   |
| 最終話 | 6月09日 | 終わらない明日へ       | 宮本武史 | 瀧悠輔   |

## 放送局
| 放送期間                | 放送時間                     | 放送局         | 対象地域   | 備考   |
| ----------------------- | ---------------------------- | -------------- | ---------- | ------ |
| 2021年4月7日 - 6月9日   | 水曜 0:59 - 1:29（火曜深夜） | 毎日放送       | 近畿広域圏 | 製作局 |
|                         | 水曜 1:28 - 1:58（火曜深夜） | TBSテレビ      | 関東広域圏 |        |
| 2021年5月11日 - 7月13日 | 火曜 1:00 - 1:30（月曜深夜） | 北陸放送）     | 石川県     |        |
| 2021年5月31日 - 8月2日  | 火曜 1:29 - 1:59（月曜深夜） | CBCテレビ      | 中京広域圏 |        |
| 2021年6月8日 - 8月9日   | 水曜 0:55 - 1:25（火曜深夜） | テレビユー山形 | 山形県     |        |

ネット配信はTVer・MBS動画イズム・GyaO!・BANDAI SPIRITS公式YouTubeで見逃し、TELASA、J:COMオンデマンドなどで見放題配信を行っている。

## エピソード
- 劇中の学校・源女子学園は和洋学園の校舎で、クライマックスの舞台となる倉庫内は彩の国さいたま芸術劇場・小ホールで撮影されている。
- 撮影は2020年夏に行われているが[30]、放映開始が2021年4月からと大幅に遅れた結果、白石などレギュラー俳優が、同時期に放映される別のドラマにも出演するケースが多数発生した。
  - 特に大原、石井、田辺は本作品同様、撮影を終えてから放映されたドラマ版『ゆるキャン△2』（本作品より後で、2020 - 21年の冬に撮影）と重なるどころか、本作品の主題歌を歌う高橋も、アニメ版『ゆるキャン△』に出演しており、異なる制作会社でありながら、出演タレントが多数重なる珍しい展開となった。田辺に至っては『リコカツ』（TBS）も合わせ、週に3本の同時出演である。
  - 濱田と石井は本作品放映中の6月から『シェフは名探偵』でも共演しているが、これはテレビ東京系であるため、『ゆるキャン△2』の放映中に番宣のコマーシャルが流れた。